# Jetta Goudal
Pour les articles homonymes, voir Goudal et Goudeket.
Julie Goudeket, dite Jetta Goudal, est une actrice américaine de l'époque du muet, née le 12 juillet 1891 à Amsterdam et morte le 14 janvier 1985 à Los Angeles.

## Biographie

### Jeunesse néerlandaise
Julie Henriette Goudeket naît dans une famille aisée de tailleurs de diamants juifs orthodoxes hollandais originaires d'un shtetl de Russie et ayant fuit les pogroms et persécutions. Durant sa jeunesse aux Pays-Bas, elle commence sa carrière d'actrice en tant que comédienne dans une troupe de théâtre, avec laquelle elle joue dans toute l'Europe.

### Carrière
En 1918, elle quitte Amsterdam et s'installe à New York, en partie pour fuir les carcans religieux de sa famille. Sur place, elle ment dans un premier temps aux autorités américaines sur son âge et sur ses origines, prétendant être française et être née en 1901. Sa carrière artistique américaine commence en 1921, sur les planches de Broadway. Elle choisit dès cette époque pour nom de scène « Jetta ». Ce mensonge sur ses origines perdure jusqu'à sa mort : de nombreux articles de presse mentionnant son décès continuent de lui attribuer des origines françaises et une naissance à Versailles.
Après avoir tourné pour son premier long-métrage dans Timothy's Quest en 1921, Jetta Goudal devient une actrice renommée du cinéma muet américain dès le milieu de la décennie, notamment pour ses rôles dans des longs-métrages à fort succès commercial de Sidney Olcott et surtout de Cecil B. DeMille, comme dans L'Empreinte du passé.
Malgré tout, ses relations avec DeMille deviennent vite très conflictuelles : la jugeant beaucoup trop difficile à gérer durant les tournages et estimant que ses excentricités et son comportement engendrent des frais beaucoup trop élevés, ce dernier décide brutalement de rompre le contrat de Goudal durant un tournage des années 1920. Celle-ci décide alors de déposer plainte contre le réalisateur. Bien qu'ayant gagné son procès en raison de l'incapacité de DeMille d'apporter des preuves tangibles des frais colossaux supposément engendrés, Jetta Goudal voit son image se dégrader considérablement auprès du public et du monde du cinéma à l'issue de ce procès. Cette perte de popularité (ainsi que son léger accent l'handicapant face à l'émergence du cinéma sonore) contribue à la brieveté de sa carrière.

### Après carrière et fin de vie
Après sa carrière, suivant les pas de son mari Harold Grieve, elle devient architecte d'intérieur dès les années 1930.
Atteinte de nombreux problèmes cardiaques dès les années 1960, Jetta Goudal meurt le 14 janvier 1985, à l'âge de 93 ans. Elle est enterrée au Forest Lawn Memorial Park de Glendale en Californie.

### Vie privée
En 1930, soit à la toute fin de sa courte carrière cinématographique, Jetta Goudal se marie avec Harold Grieve, qui quitte le monde du cinéma pour devenir architecte d'intérieur. Le couple n'a pas d'enfants.

## Filmographie
- 1922 : Timothy's Quest de Sidney Olcott
- 1923 : Le Châle aux fleurs de sang (The Bright Shawl) de John S. Robertson
- 1923 : La Déesse rouge (The Green Goddess) de Sidney Olcott
- 1924 : Open All Night (en) de Paul Bern
- 1925 : Matador (The Spaniard) de Raoul Walsh
- 1925 : Salome of the Tenements de Sidney Olcott
- 1925 : L'Homme du ranch (en) (The Coming of Amos) de Paul Sloane
- 1925 : L'Empreinte du passé (The Road to Yesterday) de Cecil B. DeMille
- 1926 : L'Espionne (Three Faces East) de Rupert Julian
- 1926 : Le Père Goriot (Paris at Midnight) d'E. Mason Hopper
- 1926 : Son prisonnier (en) (Her Man o' War) de Frank Urson
- 1927 : Fighting Love (en) de Nils Olaf Chrisander
- 1927 : White Gold de William K. Howard
- 1927 : Le Roi des rois de Cecil B. DeMille
- 1927 : The Forbidden Woman (en) de Paul Ludwig Stein
- 1928 : The Cardboard Lover
- 1929 : Le Lys du faubourg (Lady of the Pavements)
- 1930 : Le Spectre vert
- 1932 : Les Affaires et le Plaisir (Business and Pleasure) de David Butler